# 65210 Stichius
65210 Stichius este o planetă minoră (asteroid), cu un diametru de 21,791 km, din Asteroid troian al lui Jupiter. A fost descoperită pe 2 martie 2002 la Observatorul Regal al Belgiei⁠(d) de Eric Walter Elst. 
Obiectul prezintă o orbită caracterizată de o semiaxă mare de 5,1606732086117 UAi, o excentricitate de 0,056, o înclinație de 16,6 ° în raport cu ecliptica.